# Bellevuebrücke
Die Bellevuebrücke ist eine Straßenbrücke im Hamburger Stadtteil Winterhude.
Mit der Nummer 21516 listet die Hamburger Kulturbehörde die Bellevuebrücke als Kulturdenkmal.

## Bau

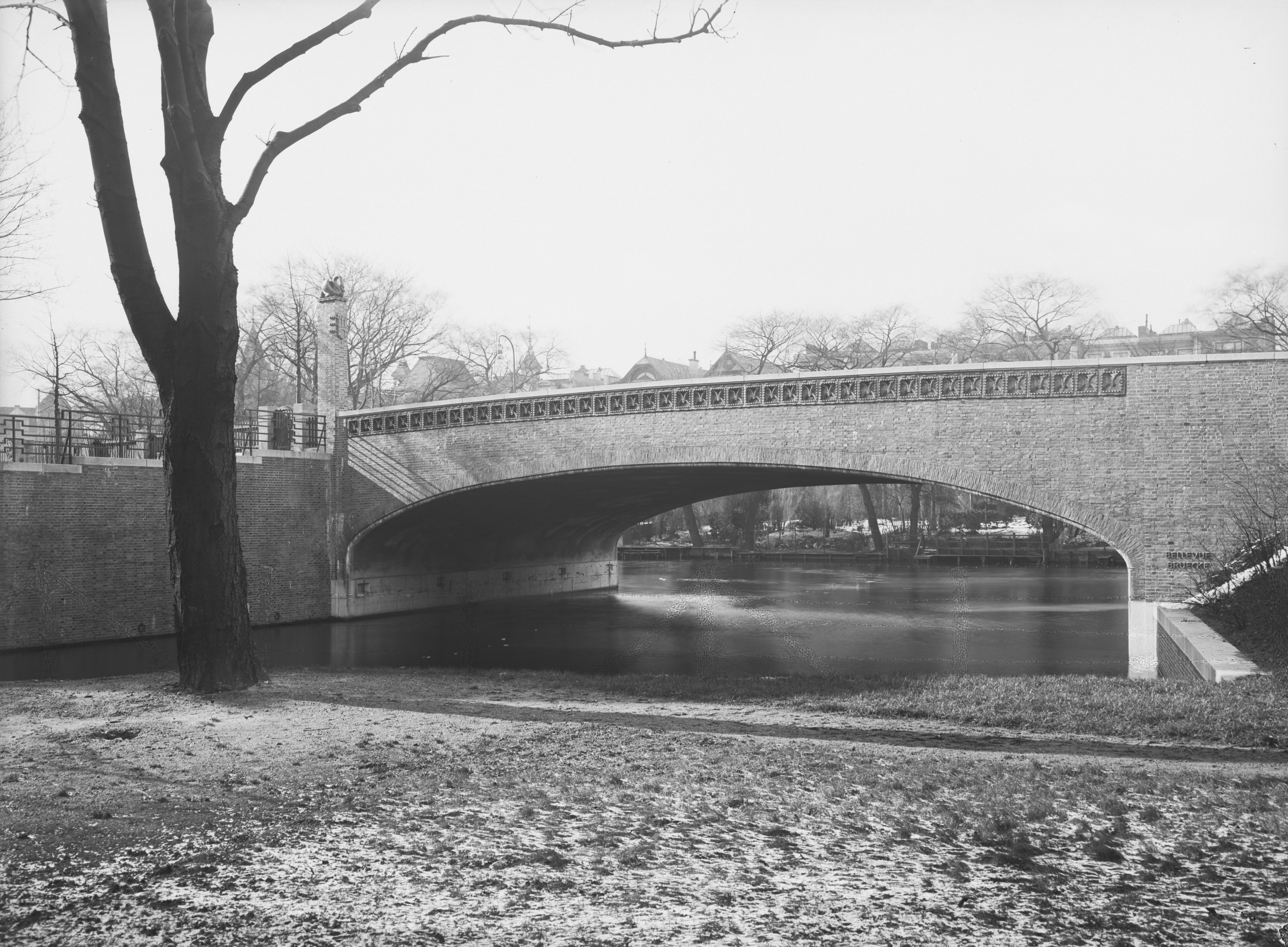
Kurz nach der Fertigstellung

Die Bellevuebrücke wurde durch den Hamburger Oberbaudirektor Fritz Schumacher errichtet und 1930 fertiggestellt. Auf einem Postament über der Brücke ruht die Statue eines Alsterschwans mit einem Jungen. Der Schwan wurde von dem Bildhauer und Baukeramiker Richard Kuöhl gestaltet, der auch die Klinkerkeramik am Brückengeländer entwickelte. 
Richard Kuöhl hatte Fritz Schumacher als Student an der Dresdner Kunstgewerbeschule kennengelernt, wo dieser zwischen 1901 und 1909 eine Professur innehatte. Schumacher betraute Kuöhl bevorzugt mit der Gestaltung von Verzierungen der unter ihm errichteten Brücken.
Die Bellevuebrücke ist flächig verklinkert und ruht auf Granitsockeln. Durch ihren Korbbogen hat sie eine niedrige Konstruktionshöhe.
Die Brücke ist 21,30 m lang, hat die Brückennummer 192 und die Bauwerksnummer 2426207.

## Name und Lage
Die Bellevuebrücke ist benannt nach der Straße Bellevue, die mit ihr den Goldbekkanal quert. An dieser Stelle trifft der Goldbekkanal auf den Rondeelkanal, der den Rondeelteich mit der Alster verbindet. Das gesamte Gelände gehörte ursprünglich dem Hamburger Ratsherren Adolph Sierich, der es im Jahr 1864 zur Bebauung aufschütten ließ.